# اليمين الحاسمة
اليمين الحاسمة أحد أبرز وسائل الإثبات في القانون المدني وإن لم تكن أقواها، وهي يمين توجه في النزاع بين الأطراف فتنهيه وتحسمه ومنها جاءت مسماها. وبتسلطها على أي حكم تعدمه وتحول دون إمكانية الطعن فيه وتلزم القاضي بذلك فلا يكون بعدها لحكم في أصل القضية أي اعتبار وهي تجعل أحد الأطراف يحتكم إلى ضمير الخصم الآخر وذلك بإستشهاده بالله سبحانه وتعالى على صحة ما إستشهد عليه.
واليمين الحاسمة بمثابة عمل قانوني من جانب واحد يصطبغ بالمنحى الديني فينتج بموجبه أثاره على الحكم. وهو عبارة عن ألية يلتجأ إليها أحد أطرف النزاع كأخر حل لإنهاء الدعوى، فيوجهها للطرف المقابل بأن يحلف بأن الحق محل النزاع يعود إليه، فإذا رفض الطرف أداء اليمين عادت إلى من وجهها إليه، فإن أداها كسب النازلة.
وقد دأبت التشريعات على عدم جواز توجيه اليمين الحاسمة على الأقارب فروعا وأصولا على حد سواء.